# Pasje življenje
Pasje življenje je kratka humoristična povest slovenskega pisatelja Jurija Jamnika, ki je izšla leta 1991 v samozaložbi. Delo govori o življenju psa in njegovi družbi.

## Vsebina
Tričlanska družina se odloči, da bo vzela k sebi prijateljevo psičko, in sicer nemškega kratkodlakega ptičarja z imenom Lola, saj on odhaja za dlje časa in je ne bi mogel vzeti s sabo. Tako Lolo iz Istre s kmetije odpeljejo v Ljubljano v stanovanje. Tu najprej nastopijo težave, saj ima družina tudi dve mački, ki Lole ne sprejmeta. Lola kar naprej povzroča težave, saj se je ne da nič naučiti in je zelo svojeglav pes. Povsod hodi z družino, peljejo jo s sabo na morje, kjer zopet dela same vragolije, kot je na primer to, da se ne pusti kopati družinskim članom in jih kar naprej rešuje iz vode, krade žogice na golf igrišču in se celo trudi, da bi to naučila še mačke, itd. Zgodba dalje govori še o tem kako Lola dobi bolhe, kako se izgubi, kako gre prvič na cepljenje, ipd.